# إف. كيوغ جليسون
إف. كيوغ جليسون (بالإنجليزية: F. Keogh Gleason)‏ هو مصمم إنتاجي أمريكي، ولد في 14 أبريل 1906 في منيابولس في الولايات المتحدة، وتوفي في 18 ديسمبر 1982 في لوس أنجلوس في الولايات المتحدة.

## وصلات خارجية
- إف. كيوغ جليسون على موقع IMDb (الإنجليزية)
- إف. كيوغ جليسون على موقع قاعدة بيانات الفيلم (الإنجليزية)